# L'Ametlla de Mar
L'Ametlla de Mar, là một đô thị trong comarca Baix Ebre, tỉnh Tarragona, cộng đồng tự trị Catalonia, Tây Ban Nha.

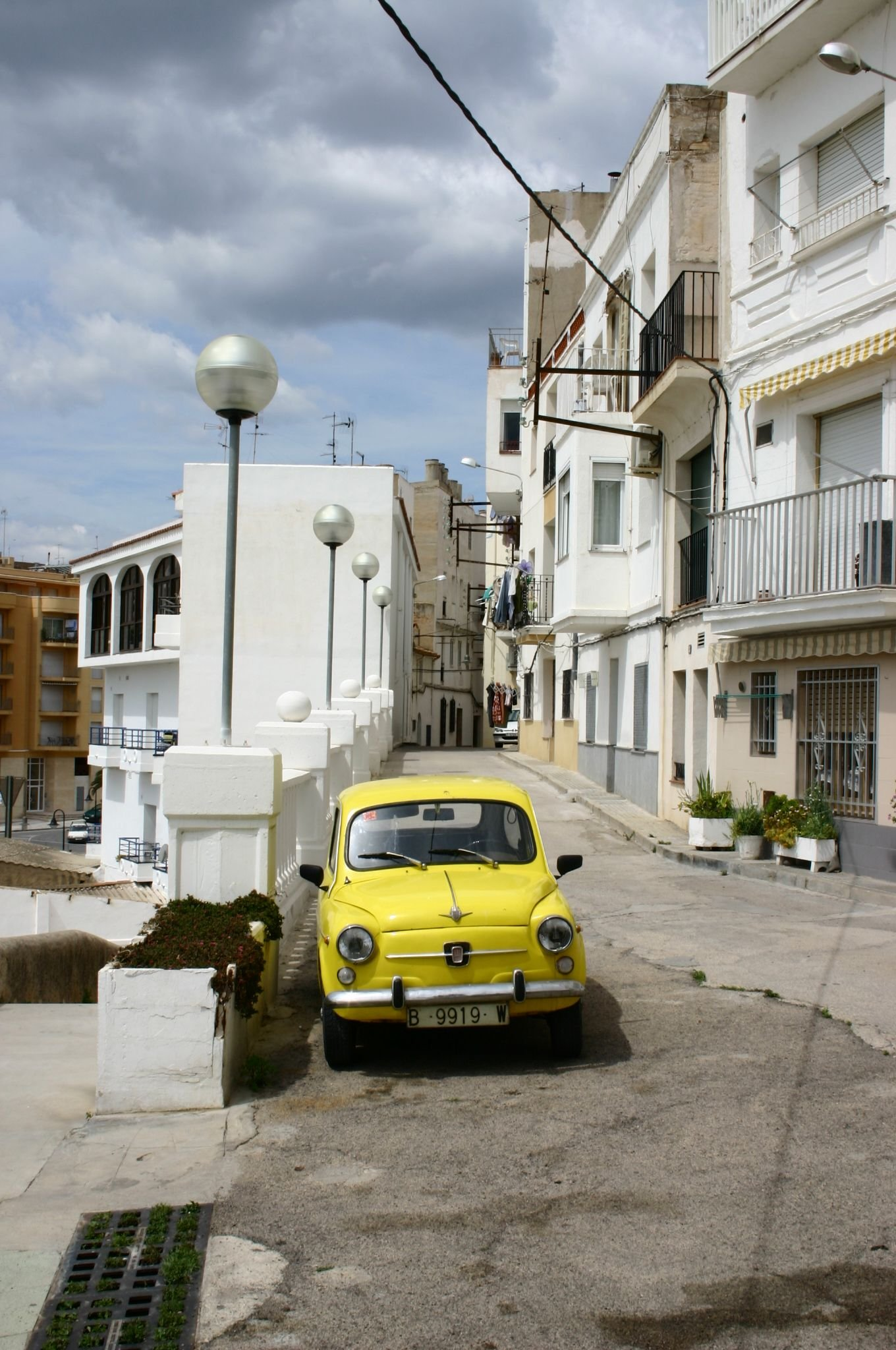
Carrer del Sol

## Tham khảo

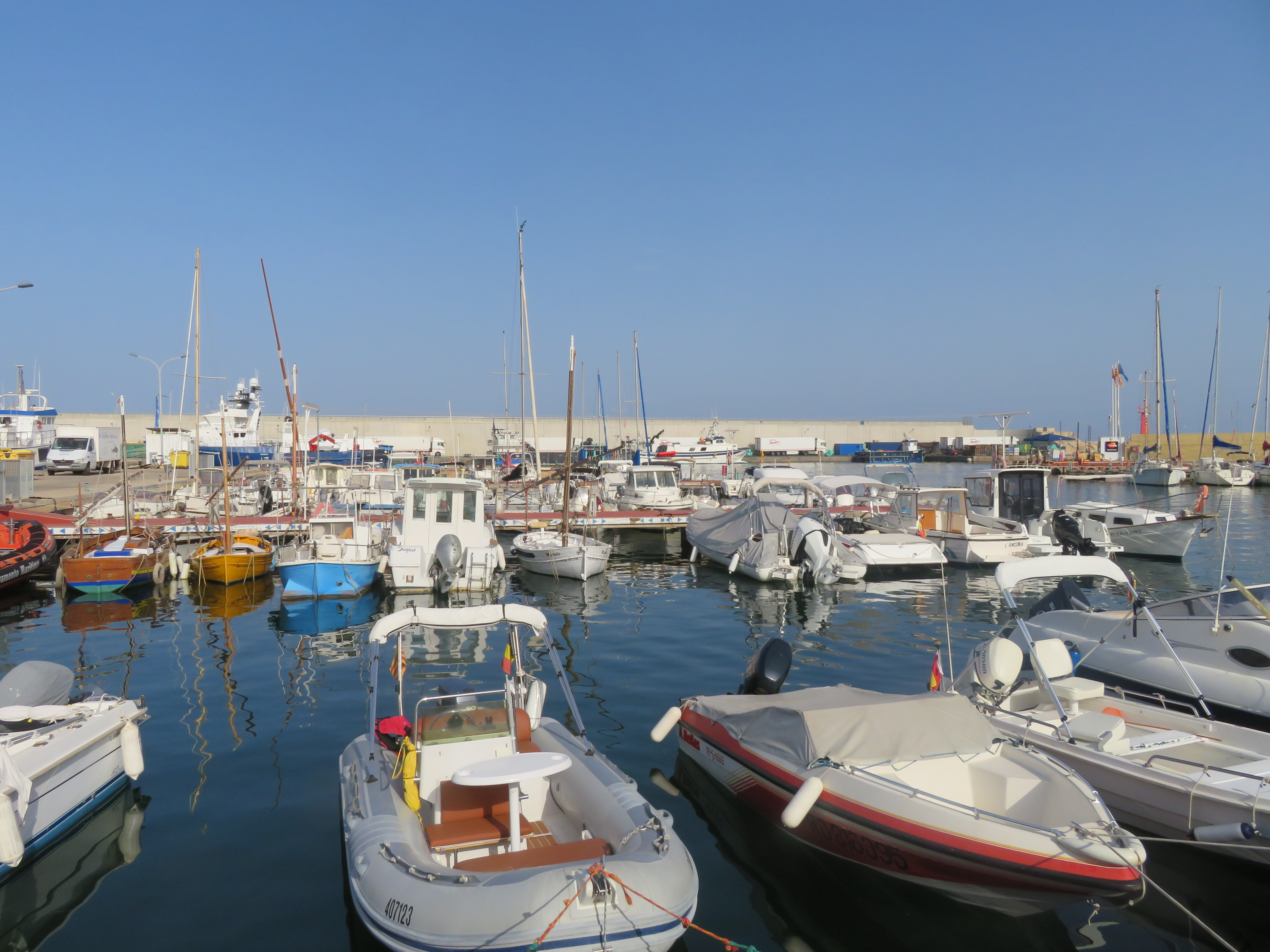
L'Ametlla de Mar

### Official Websites

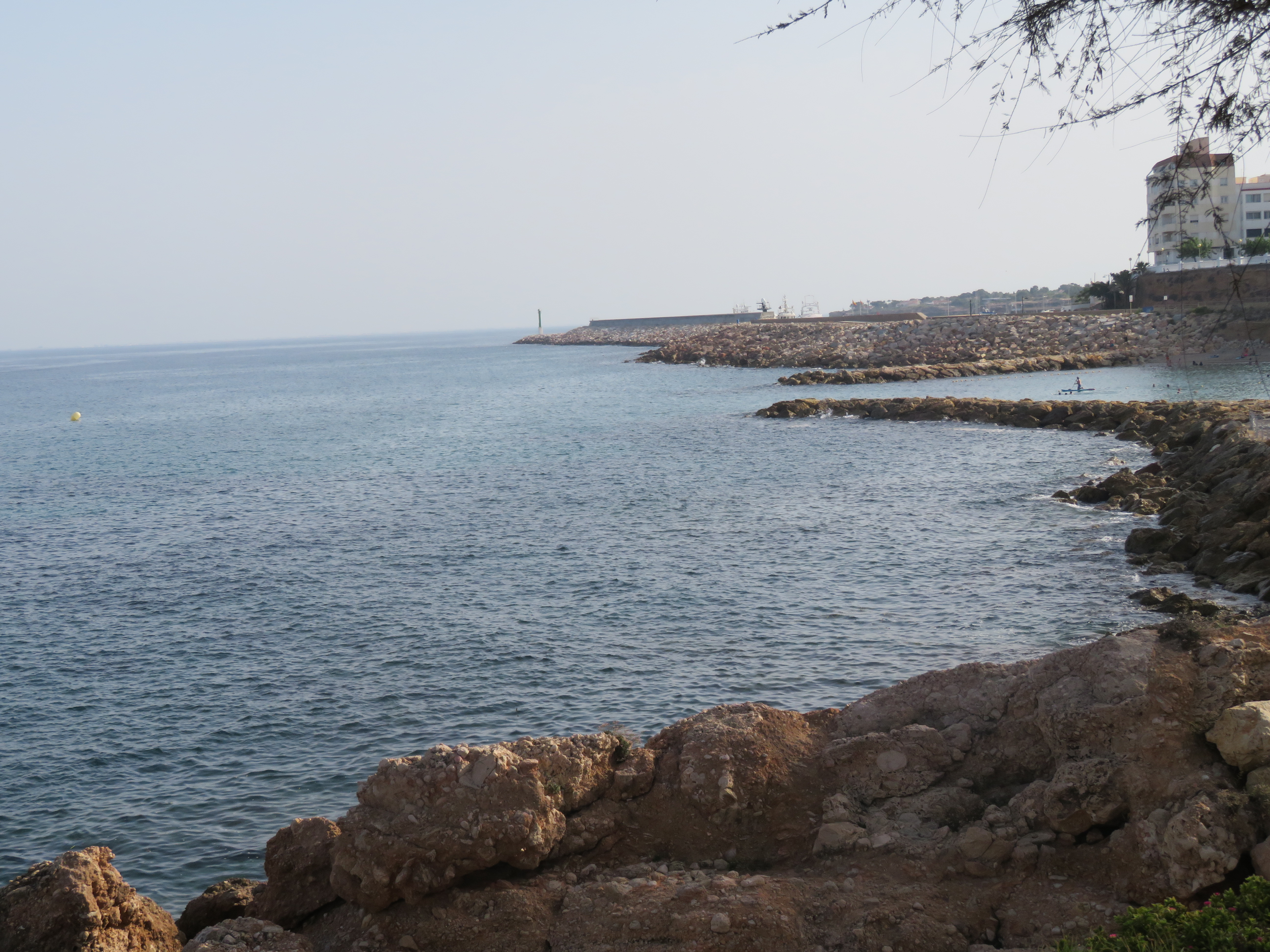
L'Ametlla de Mar

- Website of the local council (tiếng Catalunya)
- Tourism office website Lưu trữ ngày 1 tháng 9 năm 2008 tại Wayback Machine (tiếng Anh)(tiếng Pháp)(tiếng Catalunya)(tiếng Tây Ban Nha)
- Information from the regional government of Catalonia Lưu trữ ngày 29 tháng 9 năm 2007 tại Wayback Machine (tiếng Catalunya)
- Information from the Institute of Statistics of Catalonia (tiếng Catalunya)
- IES Mare de Déu de la Candelera (High School Website) (tiếng Catalunya)
- A website with special content dedicated to L'Ametlla de Mar (La Cala) Lưu trữ ngày 17 tháng 6 năm 2008 tại Wayback Machine (tiếng Catalunya)
- Ametlla de Mar Accommodation (tiếng Anh)

40°53′10″B 0°48′13″Đ / 40,88611°B 0,80361°Đ